# Aileen Weibeler
Aileen Weibeler (* 30. August 1999 in Waldbröl) ist eine deutsche Politikerin (CDU). Von Oktober 2022 bis August 2023 war sie Bundesvorsitzende des Rings Christlich-Demokratischer Studenten (RCDS) und beratendes Mitglied im Bundesvorstand der CDU. Sie war Herausgeberin der politischen Zeitschrift Civis mit Sonde.

## Leben und Beruf
Weibeler erlangte ihre Allgemeine Hochschulreife am Hollenberg-Gymnasium Waldbröl. Im Herbst 2018 begann Weibeler ein Studium der Rechtswissenschaft an der Freien Universität Berlin. Während des Studiums war sie von 2022 bis 2023 studentische Hilfskraft bei Professor Helge Sodan. Seit 2023 ist sie beim Bundestagsabgeordneten Jürgen Hardt beschäftigt.

## Politik
Bereits während der Schulzeit trat sie zum Landtagswahlkampf 2017 in CDU und JU ein. An ihrem Geburtsort Waldbröl war Weibeler als sachkundige Bürgerin von 2017 bis 2018 für die CDU im Ausschuss für Schule und Kultur. Nach ihrem Wechsel in die CDU Brandenburg kandidierte sie 2019 erstmals für die Gemeindevertretung und den Ortsbeirat Schönefeld. In Berlin ist sie seit 2019 Mitglied der CDU Prenzlauer Berg Ost in Pankow, dessen Vorstand sie als Schriftführerin und Beauftragte für die Homepage angehört.
Nachdem sie zunächst Vorsitzende des RCDS an der FU Berlin von 2020 bis 2021 war, wurde sie 2022 Landesvorsitzende des RCDS Nordost und ist seitdem kooptiertes Mitglied des Landesvorstands der CDU Berlin. Sie ist Leiterin des Landesfachausschusses für Junge Politik der CDU Berlin und seit 2022 Vorsitzende der Kulturkommission der Jungen Union Berlin.
Weibeler ist Mitglied der Jungen CDA und seit dem 10. August 2021 stellvertretende Berliner Landesvorsitzende. Die Junge CDA ist der Jugendverband der Christlich-Demokratische Arbeitnehmerschaft (CDA).
Weiterhin ist sie aktives Mitglied der Frauen Union und Schriftführerin der Frauen Union Pankow.
Auf der 77. Bundesdelegiertenversammlung des RCDS in Berlin wurde Weibeler am 22. Oktober 2022 zur Bundesvorsitzenden gewählt. Über das Amt war sie beratendes Mitglied im CDU-Bundesvorstand. Darüber hinaus war sie Mitglied in der Fachkommission Aufstieg und arbeitete am Grundsatzprogramm der CDU mit. Ihre Vorgängerin war Franca Bauernfeind. Qua Amt war sie Herausgeberin der Debattenzeitschrift Civis mit Sonde. Auf der 78. Bundesdelegiertenversammlung vom 19. bis zum 20. August 2023 kandidierte sie erneut als Bundesvorsitzende, unterlag jedoch ihrem Gegenkandidaten Lukas Honemann, der mit 65 Prozent der Stimmen gewählt wurde.
Von 2021 bis 2023 war sie Bürgerdeputierte im Ausschuss für Weiterbildung und Kultur im Bezirk Pankow. Seit der Wahl 2023 gehört sie der Bezirksverordnetenversammlung Pankow an. Für die Amtszeit 2022/2023 war sie Stellvertretendes Mitglied im Kuratorium des Deutschen Studentenwerkes.
Für die CDU handelte sie in den Koalitionsgesprächen für den Senat Wegner bei den Themen Kultur, Medien, Kirchen, Metropolregion und Europa den Koalitionsvertrag mit aus.